# David Kalivoda
David Kalivoda (* 25. srpna 1982, Ledeč nad Sázavou) je český fotbalový záložník.
S fotbalem začínal v Ledči nad Sázavou, ale už od čtrnácti let patřil Slavii. Ze začátku se moc neprosadil, a proto byl často posílán na hostování. Celou podzimní část sezony 2001/02 odehrál v Blšanech. V dubnu 2002 si ho Slavia stáhla zpět, v červnu ho však poslala na hostování do Dolních Kounic. V zimě 2003 se vrátil zpátky do Slavie a konečně se zde více prosadil, odehrál 18 zápasů. V létě 2004 byl přeřazen do béčka a odešel na hostování do Teplic, po pár dnech se však s neúspěchem vrátil. V lednu 2005 odešel na hostování do Žižkova a v létě do Horních Počernic. V lednu 2006 se vrátil do Slavie a stal se víceméně využívanou alternativou na kraji slávistické zálohy. 

V předkole Ligy mistrů v sezoně 2007/2008 proměnil vítěznou penaltu na půdě slavného amsterdamského Ajaxu, čímž svému týmu značně pomohl k účasti v základní části evropské soutěže. Jarní část již nebyla tak oslnivá, celý tým se trápil zejména díky neproměňování pokutových kopů a David navíc přidal i školáckou chybu, když si po vstřelení branky v derby s pražským rivalem Spartou vysvlékl dres a po druhé žluté kartě byl vyloučen. V sezoně 2007/2008 přesto získal se Slavií mistrovský titul, a poté odešel do týmu 1. FC Brno. V létě 2009 odešel na hostování do Teplic, a to na rok s opcí.
Podzim 2008 začal výborně při domácím zápasu proti Liberci (4:1), kdy dal gól, ale poté se zranil. Po uzdravení již nepodával takové dobré výkony jako před ním a podzim ukončil s bilancí 10 zápasů / 1 gól.